# Fat Joe
Fat Joe, właśc. Joseph Antonio Buco Cartagena (ur. 19 sierpnia 1970 w Nowym Jorku) – amerykański raper pochodzenia portorykańsko-kubańskiego związany z muzyką latynoską. Nazwisko odziedziczył po matce Marie Cartagena.

## Życiorys
Swoją karierę rozpoczynał na swoim rodzimym południowym Bronksie. Długi czas młody jeszcze Joe marzył o solowej karierze. Jego marzenia już wkrótce mogły ulec spełnieniu, gdyż podpisał kontrakt na debiutancki longplay z Relativity Label.
Na wspomniany album trzeba było jednak poczekać aż trzy lata. W roku 1993 w efekcie długoterminowych starań oraz pracy nad materiałem wychodzi pierwsza płyta zatytułowana Represent. Wydawnictwo zostało poprzedzone singlem „Flow Joe”. Sam album to 14 utworów. Na bicie możemy usłyszeć takich raperów jak: Showbiz, Lord Finesse, Rob Swift, czy sam Diamond D.
Jealous One’s Envy – rok 1995. Do grona producentów dołączają DJ Premier, L.E.S. oraz Domingo. W skład płyty wchodzi 15 utworów, gdzie obok Joego Cracka gościnnie głosu użyczają Raekwon oraz KRS-One. W międzyczasie Joe również współpracował z innymi artystami, takimi jak: Diamond D czy LL Cool J.
Po wielu zawieruchach na podłożu finansowym Fat Joe ostatecznie zmienia swoją wytwórnię z dotychczasowego Relativity na Atlantic Records. W roku 1998 wychodzi wydawnictwo zatytułowane Don Cartagena. Na album bity przygotowali między innymi: L.E.S., Mack 10, Marley Marl, Psycho Les i DJ Premier. Omawiając dzieło z 1998 roku, warto również dodać, że poza pracami nad swoim solowym albumem Fat Joe zajmował się także albumem swojego przyjaciela Big Puna, do którego poza zwrotkami do dwóch utworów dołożył bit, który stanowił podkład 10. ścieżki Big Puna, mianowicie „Twinz (Deep Cover 98)”.
Pochodząca z 2001 roku płyta, zatytułowana Jealous Ones Still Envy (J.O.S.E.), to 18-ścieżkowe wydawnictwo, w większości wyprodukowane przez Irv Gottiego, Rockwildera, Binka, Buckwilda, oraz The Alchemista. Zawiera również gościnne zwrotki kojarzących się z mainstreamem wykonawców, jak Ludacris, Petey Pablo, M.O.P., R. Kelly i Remy Ma.
Fat Joe wyróżnił się na kolejnym wydawnictwie zatytułowanym Loyalty. Jak na większości solowych albumów tego artysty, tak i tym razem na bicie można usłyszeć Buckwilda, Rona Brownza i Armageddon, jednak największą część muzyki wyprodukował duet Cool & Dre. W pewnym stopniu wpłynęło to na klimat produkcji.
W 2005 roku nakładem wytwórni Atlantic Records ukazał się kolejny, dość mocno nasycony mainstreamem album – All or Nothing. Pośród 16 ścieżek z rapem obok postaci Fata Joego wystąpili też Nelly, R. Kelly, Eminem, Mase i Jennifer Lopez, która dograła wokale do zamykającego płytę utworu „Hold You Down”. Podobnie, jak na ostatnim wydawnictwie, stronę muzyczną zdominowali Cool & Dre, którzy wyprodukowali między innymi diss w stronę 50 Centa: „My Fo-Fo”.
Składy, które reprezentował Fat Joe, to początkowo D.I.T.C. (w skrocie Diggin in the Crates Crew) – wraz z raperami, jak: AG, Big L, Buckwild, Diamond D, Lord Finesse, Milano, O.C. Showbiz oraz znany Terror Squad (wraz z Armageddonem, Big Punem, Cuban Linkiem, Prospectem, Remy Martinem, Tonym Sunshinem). TS mają na koncie dwie płyty – pierwszą z roku 1999 zatytułowana po prostu The Album oraz drugą True Story, wydaną w roku 2004.
Na przełomie lat 1992–2006 znalazł się na płytach takich wykonawców, jak: Diamond D, Bas Blasta, KRS-One, LL Cool J, DJ Honda, Big Pun, Cypress Hill, Big L, Lil Jon, Lord Finesse, Gang Starr, PMD, Ja Rule, The X-Ecutioners, a także Run-D.M.C.

## Dyskografia
- Represent (1993, jako Fat Joe da Gangsta)
- Jealous One’s Envy (1995)
- Don Cartagena (1998)
- Jealous Ones Still Envy (J.O.S.E.) (2001)
- Loyalty (2002)
- All or Nothing (2005)
- Me, Myself & I (2006)
- The Elephant in the Room (2008)
- Jealous Ones Still Envy 2 (J.O.S.E. 2) (2009)
- The Darkside Vol.1 (2010)

## Filmografia
- Thicker Than Water (1999) jako Lonzo Medina
- Prison Song (2001) jako Big Pete
- Imperium (2002) jako Tito Severe
- Straszny Film 3 (2003) jako on sam
- Happy Feet (2006) – głos do postaci „Seymour”